# Eumacroxiphus atomarius
Eumacroxiphus atomarius är en insektsart som först beskrevs av Carl August Dohrn 1905.  Eumacroxiphus atomarius ingår i släktet Eumacroxiphus och familjen vårtbitare. Inga underarter finns listade i Catalogue of Life.